# ČT2
ČT2 (ČT Dva, Česká televize 2, Dvojka) es el segundo canal nacional de televisión público de Chequia, perteneciente a Česká televize. Se trata de un canal con una apuesta por una programación cultural y de servicio público. Emite documentales, películas en versión original subtitulada y series.  

## Historia
La historia de ČT2 se remonta a Československá televize 1, cuyas emisiones comenzaron el 1 de mayo de 1953.
El 9 de mayo de 1975, Československá televize 1 empezó a emitir en color. En aquel entonces, el canal estaba disponible en el 94,5 % del territorio de Checoslovaquia y en 1980 el canal ya cubría el 95% del país.
Tras la Revolución de Terciopelo de 1989, se produjeron cambios en los canales de ČST. Československá televize 1 cesó sus emisiones el 2 de septiembre de 1990, siendo sustituida por F1.
F1 inició emisiones el 3 de septiembre de 1990. Sin embargo, el canal cesó sus emisiones el 31 de diciembre de 1992, siendo sustituida por ČT2 en Chequia y Dvojka en Eslovaquia.
ČT2 inició emisiones el 1 de enero de 1993, tras la disolución de Checoslovaquia.
Desde el 1 de enero de 1994, ČT2 también emitió simultáneamente en las frecuencias del canal ČT3. La emisión simultánea fue solo temporal, ya que las frecuencias utilizadas originalmente por F1 fueron adquiridas por el recién creado canal TV Nova el 4 de febrero de 1994.
Desde febrero de 1999, el canal emite 24 horas.
ČT2 cesó sus emisiones en televisión analógica el 30 de noviembre de 2011. El canal emite en HD desde el 1 de marzo de 2012, reemplazando a ČT HD.
El cierre del múltiplex 1 de DVB-T (televisión digital terrestre) donde se emitían los canales de Česká televize se anunció en noviembre de 2019. Finalmente, el múltiplex se cerró el 30 de septiembre de 2020. Desde entonces, el canal emite en DVB-T2 y plataformas de cable, satélite e IPTV.

## Programación
- Dobré ráno
- Zprávy v českém znakovém jazyce
- Televizní klub neslyšících
- Sousedé
- Souvislosti Jana Pokorného

## Imagen corporativa

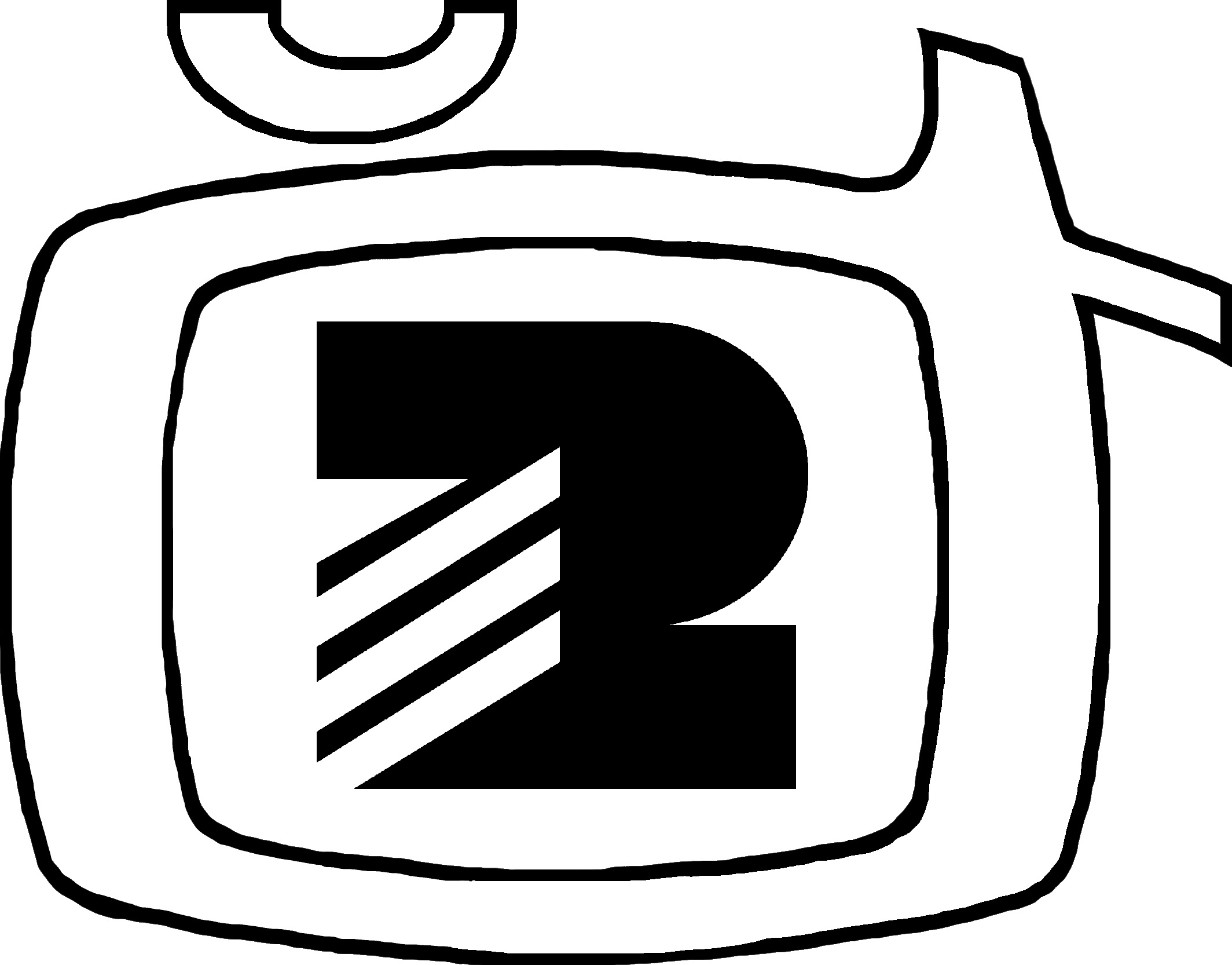
1993 - 1994
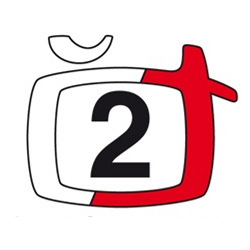
1994 - 2007
2007 - 2012
Desde 2012
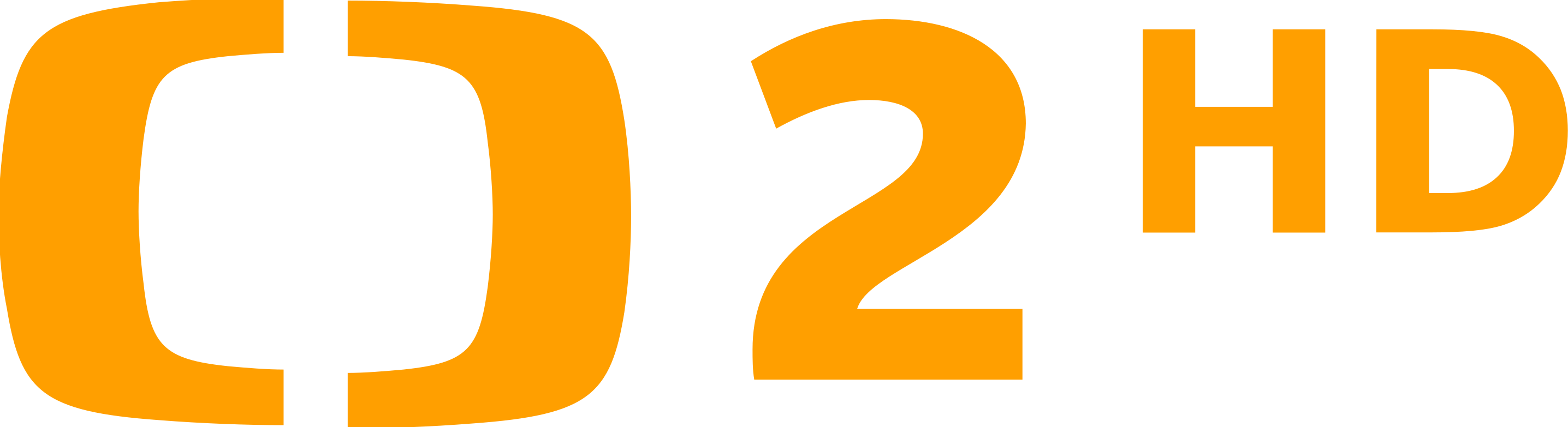
Logo en HD